# Vaqarr
Vaqarr là một đô thị trong quận Tirana thuộc hạt Tirana, Albania. Dân số năm 2005 là 7727 người.